# Atractus echidna
Atractus echidna — вид змій родини полозових (Colubridae). Ендемік Колумбії.

## Поширення і екологія
Atractus echidna відомі з типової місцевості, розташованої в муніципалітеті Тумако на заході департаменту Нариньйо, поблизу тихоокеанського узбережжя. Вони живуть у вологих рівнинних тропічних лісах.